# Tebat Laut
Tebat Laut is een bestuurslaag in het regentschap Kepahiang van de provincie Bengkulu, Indonesië. Tebat Laut telt 634 inwoners (volkstelling 2010).